# Emanuel von Sievers
Le comte Emanuel von Sievers (russifié en : Emmanuil Karlovitch Sivers ; Эммануил Карлович Сиверс), né le 27 avril 1817 et mort le 25 mai 1909 au château de Wenden en Livonie, est un aristocrate allemand de la Baltique qui fut sénateur de l'Empire russe et grand maître de la cour impériale.

## Biographie
Emanuel von Sievers est l'un des fils du général Carl Gustav von Sievers (1772-1853). Il étudie à Saint-Pétersbourg et entre dans la haute fonction publique. Il est directeur du département des cultures étrangères à Moscou en 1858 et il est nommé chambellan de la cour impériale en 1864, sous le règne d'Alexandre II, puis grand maître de la cour en 1877. Il devient sénateur en 1873.

## Famille
Le comte von Sievers était l'époux de la comtesse Elise von Koskull (1824-1901)

## Source
- (de) Cet article est partiellement ou en totalité issu de l’article de Wikipédia en allemand intitulé « Emanuel Sievers » (voir la liste des auteurs).